# William Sprague (1799–1856)
William Sprague (ibland kallad William Sprague III), född 3 november 1799 i Cranston i Rhode Island, död 19 oktober 1856 i Providence i Rhode Island, var en amerikansk politiker (whig). Han var guvernör i delstaten Rhode Island 1838-1839. Han representerade Rhode Island i båda kamrarna av USA:s kongress, först i representanthuset 1835-1837 och sedan i senaten 1842-1844.

## Biografi
Sprague var verksam inom affärslivet i Rhode Island. Han blev 1834 invald i USA:s representanthus som whig-partiets kandidat. Han bestämde sig för att inte kandidera till omval efter en mandatperiod i representanthuset. Han efterträdde sedan 1838 John Brown Francis som guvernör. Han efterträddes följande år av Samuel Ward King.
Senator Nathan F. Dixon avled 1842 och efterträddes av Sprague. Han avgick sedan 1844 och efterträddes av John Brown Francis.
Sprague var elektor för Zachary Taylor i presidentvalet i USA 1848.
Spragues grav finns på Swan Point Cemetery i Providence. Brorsonen William Sprague var guvernör i Rhode Island 1860-1863 och ledamot av USA:s senat 1863-1875.